# Кубок Карьяла 1997
Кубок Карьяла 1997 — IV розыгрыш ежегодного хоккейного турнира на приз финской пивной компании Karjala. Проводился в рамках Еврохоккейтура. Состоялся с 6 по 9 ноября 1997 года в Хельсинки (Финляндия). В турнире приняли участие четыре сборные: Финляндия, Россия, Чехия, Швеция. Победителем стала команда Швеции, выигравшая все три встречи.

## Матчи турнира
| 6 ноября 1997 15:00 | Швеция | 1 : 0 (1:0, 0:0, 0:0) | Чехия | Хартвалл Арена, Хельсинки Зрителей: 2743 |

| Отчёт                                          | Отчёт            | Отчёт   | Отчёт          | Отчёт                                          |
| ---------------------------------------------- | ---------------- | ------- | -------------- | ---------------------------------------------- |
|                                                |                  |         |                |                                                |
|                                                | Томми Сёдерстрем | Вратари | Милан Гниличка | Судьи: Арто Ярвеля Илкка Хирви Томми Холмстрем |
|                                                | Голы:            |         |                | Судьи: Арто Ярвеля Илкка Хирви Томми Холмстрем |
| Магнус Свенссон (П. Юлин, М. Юханссон) — 05:32 | 1:0              |         |                | Судьи: Арто Ярвеля Илкка Хирви Томми Холмстрем |
|                                                |                  |         |                | Судьи: Арто Ярвеля Илкка Хирви Томми Холмстрем |
|                                                |                  |         |                | Судьи: Арто Ярвеля Илкка Хирви Томми Холмстрем |
|                                                |                  |         |                | Судьи: Арто Ярвеля Илкка Хирви Томми Холмстрем |
| 10 мин                                         | Штраф            | 8 мин   |                | Судьи: Арто Ярвеля Илкка Хирви Томми Холмстрем |
|                                                |                  |         |                |                                                |
|                                                | 24 (9+12+3)      | Броски  | 34 (15+9+10)   |                                                |

| 6 ноября 1997 18:30 | Финляндия | 3 : 2 (2:1, 1:1, 0:0) | Россия | Хартвалл Арена, Хельсинки Зрителей: 6400 |

| Отчёт | Отчёт               | Отчёт                                                                    | Отчёт           | Отчёт                                            |
| --- | ------------------- | ------------------------------------------------------------------------ | --------------- | ------------------------------------------------ |
| |                     |                                                                          |                 |                                                  |
| | Маркус Кеттерер     | Вратари                                                                  | Егор Подомацкий | Судьи: Тор-Олаф Юнсен Пану Бруун Дино Касагранде |
| | Голы:               |                                                                          |                 | Судьи: Тор-Олаф Юнсен Пану Бруун Дино Касагранде |
| Ласе Пирьетя (К. Ринтанен, М. Ниеминен) — 03:54 Юха Риихиярви (Р. Хельминен) — (бол) - 07:11 Паси Сормунен (П. Нуммелин) — (бол) - 34:14 | 1:0 2:0 2:1 3:1 3:2 | 15:00 — Михаил Иванов (Д. Стулов) 39:32 — Александр Барков (В. Прохоров) |                 | Судьи: Тор-Олаф Юнсен Пану Бруун Дино Касагранде |
| |                     |                                                                          |                 | Судьи: Тор-Олаф Юнсен Пану Бруун Дино Касагранде |
| |                     |                                                                          |                 | Судьи: Тор-Олаф Юнсен Пану Бруун Дино Касагранде |
| |                     |                                                                          |                 | Судьи: Тор-Олаф Юнсен Пану Бруун Дино Касагранде |
| 2 мин | Штраф               | 6 мин                                                                    |                 | Судьи: Тор-Олаф Юнсен Пану Бруун Дино Касагранде |
| |                     |                                                                          |                 |                                                  |
| | 28 (8+11+9)         | Броски                                                                   | 24 (8+11+5)     |                                                  |

| 8 ноября 1997 18:30 | Швеция | 3 : 1 (1:1, 1:0, 1:0) | Россия | Хартвалл Арена, Хельсинки Зрителей: 2765 |

| Отчёт | Отчёт            | Отчёт                                            | Отчёт       | Отчёт                                             |
| --- | ---------------- | ------------------------------------------------ | ----------- | ------------------------------------------------- |
| |                  |                                                  |             |                                                   |
| | Томми Сёдерстрём | Вратари                                          | Олег Шевцов | Судьи: Тор-Олаф Юнсен Тимо Аарвала Торкел Саарнио |
| | Голы:            |                                                  |             | Судьи: Тор-Олаф Юнсен Тимо Аарвала Торкел Саарнио |
| Патрик Челльберг (М. Юханссон, Ф. Линдквист) 19:49 Ян Мертциг (П. Челльберг, М. Юханссон) 25:09 Патрик Челльберг (М. Юханссон, Ф. Линдквист) бол 46:55 | 0:1 1:1 2:1 3:1  | 04:06 Виталий Прохоров (А. Прокопьев, О. Шевцов) |             | Судьи: Тор-Олаф Юнсен Тимо Аарвала Торкел Саарнио |
| |                  |                                                  |             | Судьи: Тор-Олаф Юнсен Тимо Аарвала Торкел Саарнио |
| |                  |                                                  |             | Судьи: Тор-Олаф Юнсен Тимо Аарвала Торкел Саарнио |
| |                  |                                                  |             | Судьи: Тор-Олаф Юнсен Тимо Аарвала Торкел Саарнио |
| 8 мин | Штраф            | 10 мин                                           |             | Судьи: Тор-Олаф Юнсен Тимо Аарвала Торкел Саарнио |
| |                  |                                                  |             |                                                   |
| | 22 (4+10+8)      | Броски                                           | 19 (10+5+4) |                                                   |

| 8 ноября 1997 16:00 | Финляндия | 2 : 5 (1:3, 1:1, 0:1) | Чехия | Хартвалл Арена, Хельсинки Зрителей: 10 200 |

| Отчёт                                                                                    | Отчёт                       | Отчёт | Отчёт         | Отчёт                                                  |
| ---------------------------------------------------------------------------------------- | --------------------------- | --- | ------------- | ------------------------------------------------------ |
|                                                                                          |                             | |               |                                                        |
|                                                                                          | Маркус Кеттерер             | Вратари | Мартин Прусек | Судьи: Вольфганг Хеллвиг Юкка Фаворин Кари-Пекка Тарко |
|                                                                                          | Голы:                       | |               | Судьи: Вольфганг Хеллвиг Юкка Фаворин Кари-Пекка Тарко |
| Киммо Ринтанен (М. Ниеминен) 06:09 Мика Ниеминен (К. Мартикайнен, К. Ринтанен) бол 35:58 | 1:0 1:1 1:2 1:3 2:3 2:4 2:5 | 08:35 Ян Алинч (Д. Моравец) 11:14 Ян Чалоун (Я. Алинч) 19:41 Ян Чалоун (Д. Моравец) 38:34 Ярослав Недвед (Д. Моравец) 47:24 Либор Прохазка (Я. Главач) |               | Судьи: Вольфганг Хеллвиг Юкка Фаворин Кари-Пекка Тарко |
|                                                                                          |                             | |               | Судьи: Вольфганг Хеллвиг Юкка Фаворин Кари-Пекка Тарко |
|                                                                                          |                             | |               | Судьи: Вольфганг Хеллвиг Юкка Фаворин Кари-Пекка Тарко |
|                                                                                          |                             | |               | Судьи: Вольфганг Хеллвиг Юкка Фаворин Кари-Пекка Тарко |
| 8 мин                                                                                    | Штраф                       | 10 мин |               | Судьи: Вольфганг Хеллвиг Юкка Фаворин Кари-Пекка Тарко |
|                                                                                          |                             | |               |                                                        |
|                                                                                          | 32 (8+11+13)                | Броски | 28 (10+10+8)  |                                                        |

| 9 ноября 1997 16:00 | Чехия | 0 : 1 (0:0, 0:0, 0:1) | Россия | Хартвалл Арена, Хельсинки Зрителей: 3512 |

| Отчёт  | Отчёт          | Отчёт                         | Отчёт           | Отчёт                                        |
| ------ | -------------- | ----------------------------- | --------------- | -------------------------------------------- |
|        |                |                               |                 |                                              |
|        | Милан Гниличка | Вратари                       | Егор Подомацкий | Судьи: Юрки Ингман Антти Хямяляйнен Юри Рённ |
|        | Голы:          |                               |                 | Судьи: Юрки Ингман Антти Хямяляйнен Юри Рённ |
|        | 0:1            | 41:44-(мен) — Михаил Сарматин |                 | Судьи: Юрки Ингман Антти Хямяляйнен Юри Рённ |
|        |                |                               |                 | Судьи: Юрки Ингман Антти Хямяляйнен Юри Рённ |
|        |                |                               |                 | Судьи: Юрки Ингман Антти Хямяляйнен Юри Рённ |
|        |                |                               |                 | Судьи: Юрки Ингман Антти Хямяляйнен Юри Рённ |
| 41 мин | Штраф          | 18 мин                        |                 | Судьи: Юрки Ингман Антти Хямяляйнен Юри Рённ |
|        |                |                               |                 |                                              |
|        | 25 (7+8+10)    | Броски                        | 27 (10+6+11)    |                                              |

| 9 ноября 1997 18:00 | Швеция | 5 : 2 (1:1, 2:0, 2:1) | Финляндия | Хартвалл Арена, Хельсинки Зрителей: 11 300 |

| Отчёт | Отчёт                       | Отчёт                                                                                               | Отчёт        | Отчёт                                                 |
| --- | --------------------------- | --------------------------------------------------------------------------------------------------- | ------------ | ----------------------------------------------------- |
| |                             | |              |                                                       |
| | Томми Сёдерстрем            | Вратари                                                                                             | Ярмо Мюллис  | Судьи: Вольфганг Хеллвиг Янне Раутавоури Рейо Рингбом |
| | Голы:                       | |              | Судьи: Вольфганг Хеллвиг Янне Раутавоури Рейо Рингбом |
| Микаэль Юханссон 03:16 Микаэль Юханссон (А.Карлссон) 30:45 Никлас Фальк (Н. Сундблат, У. Дален) 32:05 Ульф Дален (Л. Рулин) 44:45 Андерс Карлссон (П. Юлин, Мат. Юханссон) ПВ 58:20 | 1:0 1:1 2:1 3:1 4:1 4:2 5:2 | 12:25 Кай Нурминен (Р. Хельминен, М. Кипрусофф) 55:58 бол Петтери Нуммелин (Р. Хельминен, К. Рууту) |              | Судьи: Вольфганг Хеллвиг Янне Раутавоури Рейо Рингбом |
| |                             | |              | Судьи: Вольфганг Хеллвиг Янне Раутавоури Рейо Рингбом |
| |                             | |              | Судьи: Вольфганг Хеллвиг Янне Раутавоури Рейо Рингбом |
| |                             | |              | Судьи: Вольфганг Хеллвиг Янне Раутавоури Рейо Рингбом |
| 14 мин | Штраф                       | 18 мин                                                                                              |              | Судьи: Вольфганг Хеллвиг Янне Раутавоури Рейо Рингбом |
| |                             | |              |                                                       |
| | 27 (13+10+4)                | Броски                                                                                              | 33 (11+6+16) |                                                       |

## Турнирная таблица
| 1 | Швеция    | Флаг Швеции | 1:0        | 3:1         | 5:2            | 3 | 3 | 0 | 0 | 9—3  | 6 |
| 2 | Чехия     | 0:1         | Флаг Чехии | 0:1         | 5:2            | 3 | 1 | 0 | 2 | 5—4  | 2 |
| 3 | Россия    | 1:3         | 1:0        | Флаг России | 2:3            | 3 | 1 | 0 | 2 | 4—6  | 2 |
| 4 | Финляндия | 2:5         | 2:5        | 3:2         | Флаг Финляндии | 3 | 1 | 0 | 2 | 7—12 | 2 |

## Победитель
| Победитель Кубка Карьяла 1997 |
| Швеция Второй титул           |

## Лучшие игроки турнира
| Позиция    | Игрок                                        | Примечания    |
| ---------- | -------------------------------------------- | ------------- |
| Вратарь    | Томми Сёдерстрём                             |               |
| Защитники  | Магнус Свенссон — Петтери Нуммелин           |               |
| Нападающие | Патрик Чельберг — Ян Чалоун — Киммо Ринтанен |               |
| Бомбардир  | Микаэль Юханссон                             | 5 (3+2) очков |

## Команды «Все звезды»

### Первый состав
| Вратарь    | Томми Сёдерстрём                             |
| Защитники  | Магнус Свенссон — Петтери Нуммелин           |
| Нападающие | Патрик Чельберг — Ян Чалоун — Киммо Ринтанен |

### Второй состав
| Вратарь    | Ярмо Мюллис                                         |
| Защитники  | Ярослав Шпачек — Дмитрий Ерофеев                    |
| Нападающие | Микаэль Юханссон — Мика Ниеминен — Виталий Прохоров |